# Brittiska Jungfruöarna i olympiska sommarspelen 2016
Brittiska Jungfruöarna deltog med fyra deltagare vid de olympiska sommarspelen 2016 i Rio de Janeiro. Ingen av landets deltagare erövrade någon medalj.

## Friidrott
Förkortningar
- Notera– Placeringar avser endast det specifika heatet.
- Q = Tog sig vidare till nästa omgång
- q = Tog sig vidare till nästa omgång som den snabbaste förloraren eller, i fältgrenarna, genom placering utan att nå kvalgränsen
- NR = Nationellt rekord
- N/A = Omgången fanns inte i grenen
- Bye = Idrottaren behövde inte tävla i omgången

Bana och väg
| Tahesia Harrigan-Scott | Damernas 100 meter | Bye   | Bye | 11,54 | 6    | Gick inte vidare | Gick inte vidare | Gick inte vidare | Gick inte vidare |
| Ashley Kelly           | Damernas 200 meter | 23,61 | 5   | i.u.  | i.u. | Gick inte vidare | Gick inte vidare | Gick inte vidare | Gick inte vidare |

Fältgrenar
| Idrottare    | Gren                  | Kval    | Kval      | Final            | Final            |
| Idrottare    | Gren                  | Distans | Placering | Distans          | Placering        |
| ------------ | --------------------- | ------- | --------- | ---------------- | ---------------- |
| Eldred Henry | Herrarnas kulstötning | 17,07   | 34        | Gick inte vidare | Gick inte vidare |

## Simning
| Simmare        | Gren                 | Heat  | Heat      | Semifinal        | Semifinal        | Final            | Final            |
| Simmare        | Gren                 | Tid   | Placering | Tid              | Placering        | Tid              | Placering        |
| -------------- | -------------------- | ----- | --------- | ---------------- | ---------------- | ---------------- | ---------------- |
| Elinah Phillip | Damernas 50 m frisim | 26,26 | 48        | Gick inte vidare | Gick inte vidare | Gick inte vidare | Gick inte vidare |